# Provenza-Alpes-Costa Azul
Provenza-Alpes-Costa Azul (en francés: Provence-Alpes-Côte d'Azur; en occitano: Provença-Aups-Còsta d'Azur) es una de las trece regiones que conforman la República Francesa. Su capital y ciudad más poblada es Marsella.
Está ubicada en el extremo sureste del país, limitando al norte con la región de Auvernia-Ródano-Alpes, al este con Italia, al sur con el Mediterráneo y el golfo de León, y al oeste con Occitania. Además, rodea a Mónaco, una pequeña ciudad-principado independiente. Con 157 hab/km² es la tercera región francesa más densamente poblada, por detrás de Isla de Francia y Alta Francia.
La reforma territorial de 2014 no afectó a la delimitación de la región, siendo una de las seis regiones metropolitanas que no cambiaron.
La región está formada por seis departamentos, que eran las provincias de Provenza y el Delfinado durante el Antiguo Régimen. Una parte de Vaucluse es resultado de la anexión del condado durante el periodo revolucionario y la mayor parte de los Alpes-marítimos de la incorporación del condado de Niza a Francia.

## Toponimia
El nombre de la región en francés es Provence-Alpes-Côte d'Azur (según el Alfabeto Fonético Internacional pronunciado /pʁɔvɑ̃s alp kot dazyʁ/) y en occitano el topónimo es Provença-Aups-Còsta d'Azur.
De forma coloquial se conoce a esta región como Provincia PACA, nombre derivado de las letras iniciales del nombre. En 2017 los consejeros regionales decidieron que la región se denominara "región Sud".

## Historia

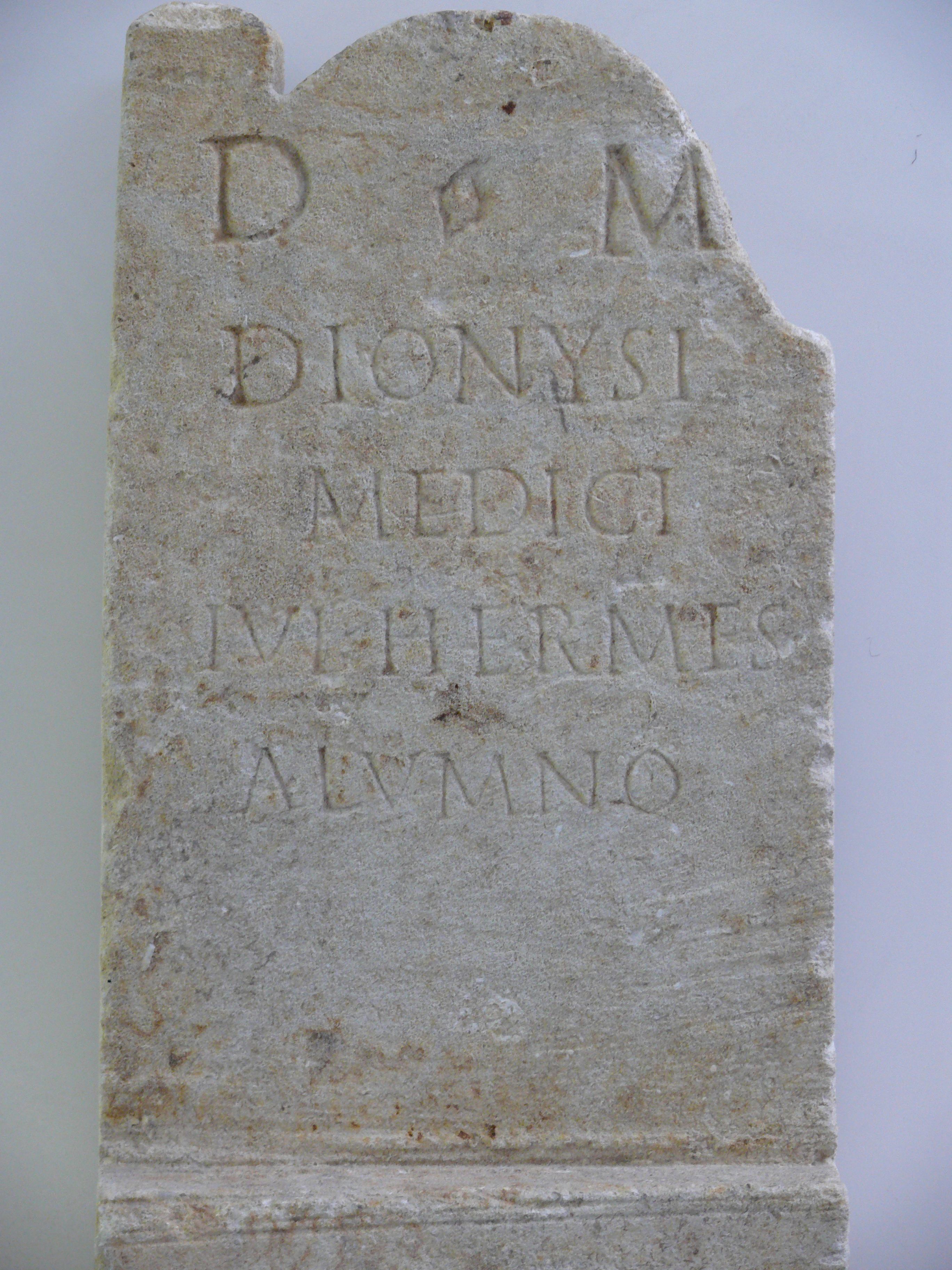
Prueba de asentamiento romano, Lápida de Dionisio Medici.

Ya colonizada por los griegos, la región fue parte de la provincia romana: Transalpina. La región también fue habitada por diferentes tribus germánicas como las de los ostrogodos, los borgoñones y francos (sucesivamente). En el año 879, la región fue incorporada en un reino bajo el nombre de Provenza Borgoña Cisjurásica. En el siglo X, es integrada en el reino de Arlés.
A principios del siglo XII, fue sometida a la jurisdicción de la Corona de Aragón durante el reinado de Pedro II de Aragón. Más tarde, esta perdió toda autonomía, quedando sujeta a la casa de Anjou, quien gobernó de 1245 a 1482 hasta el reinado de Luis XI de Francia, para ser anexionada finalmente en 1483.
Desde 1720 a 1722. La gran peste de Marsella, permitió ser invadida y devastada por los Estados Pontificios. Durante la Revolución francesa, la provincia se divide en los departamentos de Bouches-du-Rhône, Var y Alpes Bajos. El 14 de septiembre de 1791, Aviñón y Vaison en Vaucluse se unen a Francia. El territorio se comparte temporalmente entre Drome y Bouches-du-Rhône hasta la creación el 12 de agosto de 1793 del departamento de Vaucluse. Mientras el Condado de Niza queda vinculado a Francia, dio a luz el departamento de los Alpes Marítimos el 31 de enero de 1793.
En 1814, cayó bajo control de Piamonte. En 1860, después de un plebiscito en virtud del Tratado de Turín, la unión del condado de Niza en Francia permite la creación de un nuevo departamento de los Alpes Marítimos, más grande que el anterior, ya que abarca el distrito de Grasse moviendo así el límite occidental del río Var hasta Siagne y Theoule, a los pies del macizo de Esterel. Sin embargo, algunas zonas de alta montaña de la provincia quedan en posesión italiana hasta 1947, cuando un nuevo referéndum lleva a su apego a Francia, poniendo fin a casi siete siglos de división de esta región, pasando ya la frontera a través de la cordillera.

## Geografía
La geografía de la región Provenza-Alpes-Costa Azul se caracteriza en el ámbito físico por su gran diversidad y por la marcada división de su territorio.

Mapa topográfico de la región.

### Situación
La región consta de seis departamentos: Var, Vaucluse, Altos Alpes, Alpes Marítimos, Bocas del Ródano y Alpes de Alta Provenza. Al este limita con Italia. Al norte, linda con la región Ródano-Alpes y al oeste el Ródano la separa de Occitania. Al sur se sitúa el litoral mediterráneo. Una pequeña parte de su territorio, el cantón de Valréas, pertenece al departamento de Vaucluse, pero se encuentra totalmente integrada en el departamento del Drôme, perteneciente al Ródano-Alpes.

### Relieve
El punto más alto de la región se sitúa en la Barre des Écrins (4102 m) en los Hautes-Alpes.

### Clima

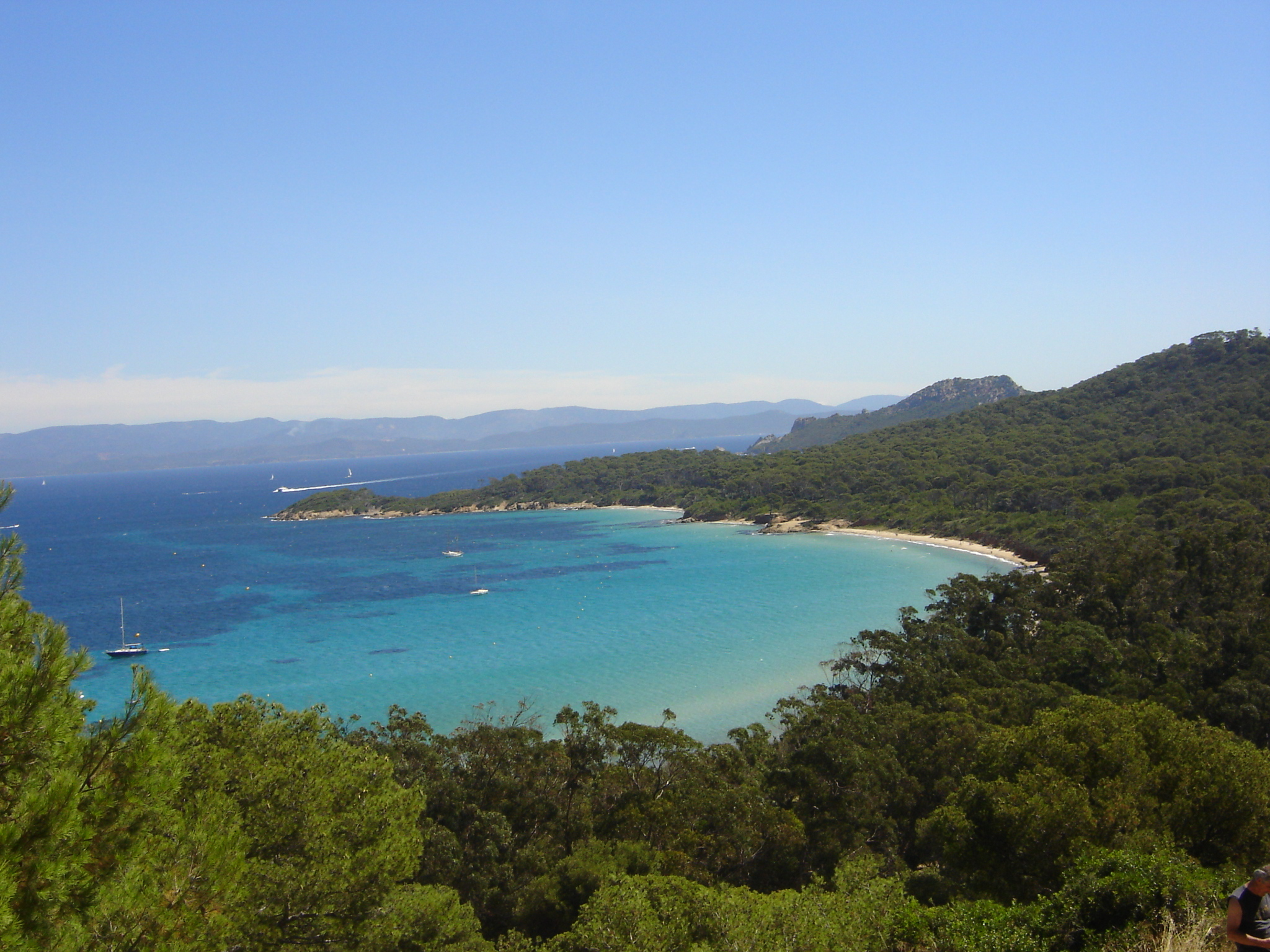
Vista de la costa de la isla de Porquerolles

El clima, de tipo mediterráneo, está muy influido por el viento del norte, el mistral. El Var es una región acostumbrada a las considerables canículas, sin embargo en 2003 —en el momento de la ola de calor— y en julio/agosto de 2005, el calor fue tal que se declararon numerosos incendios, arrasando una gran parte de la vegetación del Massif des Maures.

## Ciudades
| Ciudad            | Departamento     | Distrito        | Población |
| ----------------- | ---------------- | --------------- | --------- |
| Marsella          | Bocas del Ródano | Marsella        | 851 420   |
| Niza              | Alpes Marítimos  | Niza            | 344 875   |
| Tolón             | Var              | Tolón           | 166 733   |
| Aix-en-Provence   | Bocas del Ródano | Aix-en-Provence | 142 743   |
| Aviñón            | Vaucluse         | Aviñón          | 96 000    |
| Antibes           | Alpes Marítimos  | Grasse          | 76 994    |
| Cannes            | Alpes Marítimos  | Grasse          | 72 939    |
| La Seyne-sur-Mer  | Var              | Tolón           | 59 999    |
| Hyeres            | Var              | Tolón           | 55 135    |
| Arlés             | Bocas del Ródano | Arles           | 52 729    |
| Frejus            | Var              | Draguignan      | 52 687    |
| Grasse            | Alpes Marítimos  | Grasse          | 51 580    |
| Cagnes-sur-Mer    | Alpes Marítimos  | Grasse          | 48 926    |
| Martigues         | Bocas del Ródano | Istres          | 46 471    |
| Aubagne           | Bocas del Ródano | Marsella        | 46 093    |
| Istres            | Bocas del Ródano | Istres          | 42 608    |
| Salon-de-Provence | Bocas del Ródano | Aix-en-Provence | 41 411    |
| Le Cannet         | Alpes Marítimos  | Grasse          | 40 940    |
| Gap               | Altos Alpes      | Brecha          | 38 584    |
| Draguignan        | Var              | Draguignan      | 36 648    |

## Demografía

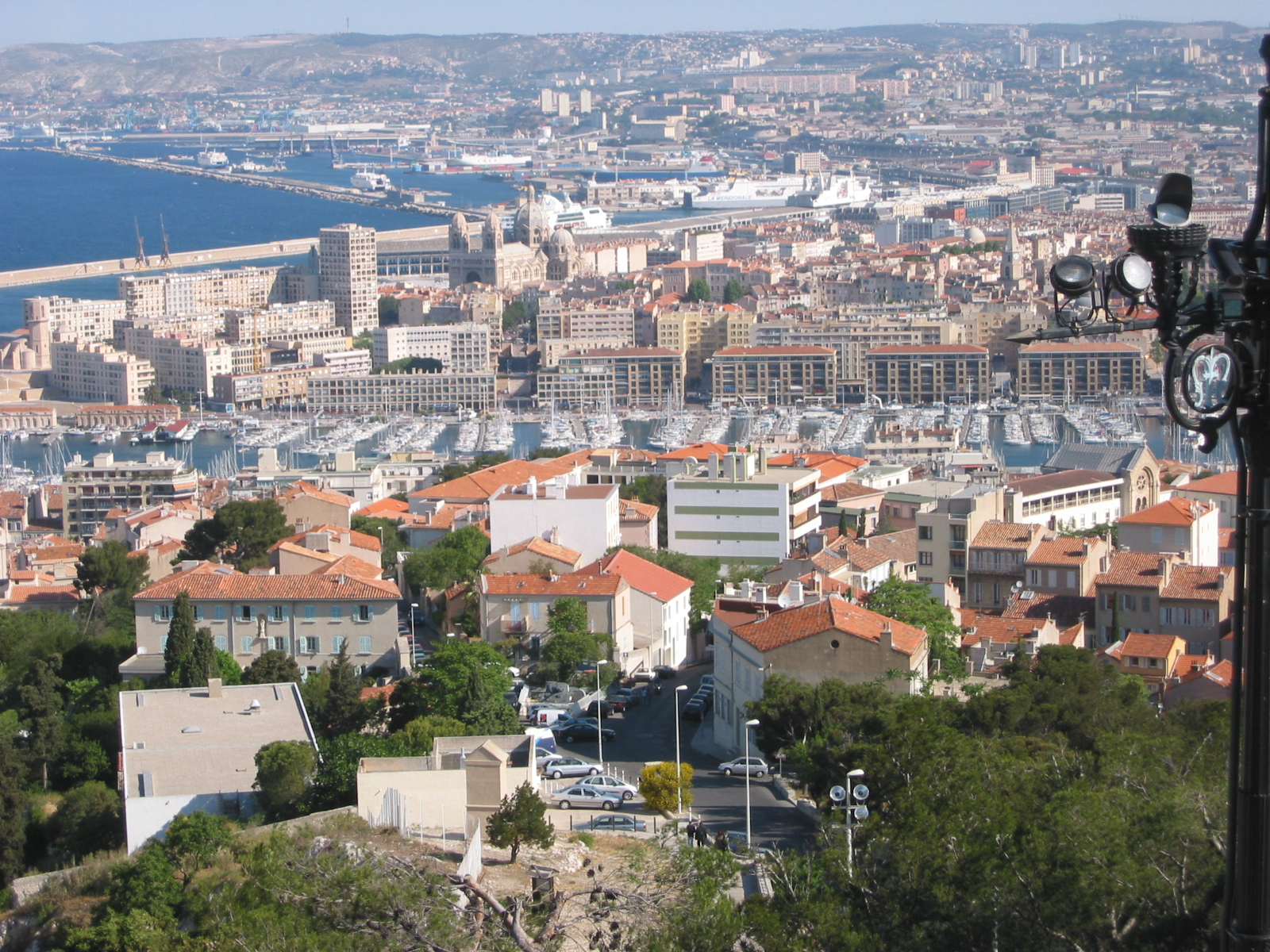
Marsella, ciudad más poblada de la región

En el litoral mediterráneo se concentra la mayor parte de la población. Es la tercera región más poblada (4,5 millones de habitantes) después de Isla de Francia y Ródano-Alpes. Su densidad de población, 144 habitantes/km², es algo superior a la media nacional (110).
La población, fuertemente urbanizada, se agrupa en torno a cuatro centros urbanos principales: tres en el litoral, Marsella, Tolón y Niza, y uno en el valle del Ródano, Aviñón. Los dos departamentos montañosos de los Hautes-Alpes y de los Alpes-de-Haute-Provence cuentan únicamente con 250 000 habitantes, o sea, el 6 % de la población total. La Costa Azul, parte del litoral que se extiende entre Tolón y la frontera italiana, es una de las regiones de Francia más frecuentadas por los turistas franceses y extranjeros.

## Deporte
La región cuenta con equipos profesionales de fútbol (Olympique de Marsella, Niza, Arles-Aviñón e Istres), rugby (Tolón), baloncesto (Antibes, Hyeres-Tolón y Fos-sur-Mer) y balonmano (Pays de Aix y San Rafael).
El Rally de Montecarlo, la carrera de rally más prestigiosa del mundo, se disputa mayoritariamente en rutas de la región. El Circuito Paul Ricard atrae a numerosos campeonatos internacionales de automovilismo de velocidad.